# Liudmila Shevtsova
Liudmila Ivánovna Shevtsova - (26 de noviembre de 1934) es una exatleta de la Unión Soviética que fue campeona olímpica de los 800 metros en los Juegos Olímpicos de Roma 1960.
Perteneció al club VSS Avanhard de Dnipropetrovsk, y desde muy joven comenzó a destacar en los 800 metros, donde se convertiría en la sucesora de su compatriota Nina Otkalenko, poseedora de varios récords mundiales. En los Campeonatos de Europa de Berna 1954 consiguió la medalla de bronce, en una carrera ganada precisamente por Otkalenko.
El 3 de julio de 1960 Shevtsova logró batir en Moscú el récord de Otkalenko con 2:04,3. Dos meses más tarde consiguió la medalla de oro en los Juegos Olímpicos de Roma, donde se disputaban los 800 metros femeninos por primera vez desde 1928, y además lo hizo igualando su propio récord mundial de 2:04,3. La medalla de plata fue para la australiana Brenda Jones (2:04,4) y la de bronce para la alemana oriental Ursula Donath (2:05,6)
Ese año Shevtsova fue galardonada en su país con la Orden de la Bandera Roja del Trabajo.
- Datos: Q255839
- Multimedia: Lyudmila Shevtsova / Q255839